# Donatella Maiorca
Donatella Maiorca (Messina, 13 settembre 1957) è una regista italiana.

## Biografia
Inizia a lavorare come attrice ed aiuto regista mentre era studentessa, arrivando alla fine a lavorare sui set di alcuni film cinematografici come Ciao nemico del 1981 di E.B. Clucher ed I soliti ignoti vent'anni dopo del 1985 di Amanzio Todini. Nel 1996 debutta come regista, dirigendo un documentario per Rai 3. Due anni dopo avviene il suo debutto cinematografico: Viol@ con Stefania Rocca. Maiorca ottiene anche una nomination al Globo d'oro ed al Nastro d'argento al miglior regista esordiente.
Negli anni seguenti Donatella Maiorca cura la regia di alcuni episodi di serie televisive per la Rai come Giornalisti nel 2000 e La stagione dei delitti nel 2007.  Dirige anche vari episodi della serie Un posto al sole e 70 di La squadra e di La Nuova squadra.
Nel 2009 dirige il film Viola di mare con Isabella Ragonese e Valeria Solarino, una storia d'amore tra due donne nella Sicilia ottocentesca. Il film fa vincere a Maiorca il primo premio del festival internazionale Nice (New Italian Cinema Events) portando la pellicola sugli schermi olandesi, russi e negli Stati Uniti; è premiata Valeria Solarino, ed ottiene un riconoscimento Isabella Ragonese al Gay Fest Bilbao nel 2011. e la nomination al Marc'Aurelio d'oro al miglior film nel Festival di Roma.

## Filmografia
- Viol@ (1998)
- Viola di mare (2009)